# Oak Park, Georgia
Oak Park är en ort i Emanuel County i delstaten Georgia, USA.